# Боб Менендез
Роберт Менендез (енгл. Robert Menendez; Њујорк, 1. јануар 1954) амерички је правник и политичар. Између 2006. и 2024. био је сенатор Њу Џерзија у Сенату САД. Члан је Демократске странке. У јануару 2025. осуђен на 11 година затвора због корупције.

## Биографија
Рођен је 1. јануара 1954. у Њујорку. Син је имиграната с Кубе, који су напустили своју домовину неколико месеци пре његовог рођења. Отац Марио Менендез био је столар, а мајка Евангелина кројачица. Породица се потом преселила у Њу Џерзи, где је одрастао у стану у Јунион Ситију.

## Оптужбе о корупцији и пресуда
Године 2015. оптужен је за корупцију. Порота није могла да донесе пресуду, док су 2018. оптужбе одбачене. У априлу 2018. сенатски Одбор за етику САД „строго је опоменуо” Менендеза због прихватања поклона од донатора Саломона Мелгена без одобрења Комисије, јер није открио одређене дарове, и за коришћење свог положаја сенатора за унапређење Мелгенових интереса.
У септембру 2023. поново је оптужен за корупцију, односно да је помагао и давао осетљиве информације влади Египта. Поднео је оставку са места председника Комитета за спољне послове Сената, али је одбио да поднесе оставку у Сенату и више пута је негирао било какву неправду, упркос позивима бројних државних и конгресних чланова Демократске странке да поднесе оставку, укључујући 30 његових колега из Сената. У оптужници из октобра 2023. Менендез је формално оптужен за заверу да делује као страни агент египатске владе. Оптужница из јануара 2024. такође је оптужила Менендеза да ради за Катар.
Крајем јануара 2024. председник Србије Александар Вучић изјавио је да „нема сумње да је [Менендез] примао албански новац”, нагласивши да су се напади Менендеза на Србију знатно повећали „посебно од када је Аљбин Курти дошао на власт”. Изјавио је да су „српске власти годинама раније говориле да је Менендез албански плаћеник. Сада је откривено да му је чувени бизнисмен, Албанац, давао новац да води проалбанску и антисрпску политику”.
Менендез је 29. јануара 2025. осуђен на 11 година затвора, али ће му казна почети тек 6. јуна 2025. године, тако да ће у марту моћи да присуствује суђењу својој супрузи (која се такође суочава са оптужбама за мито и корупцију).